# 1061
| Calendário gregoriano                                                        | 1061 MLXI                                            |
| Ab urbe condita                                                              | 1814                                                 |
| Calendário arménio                                                           | 510 – 511                                            |
| Calendário bahá'í                                                            | -783 – -782                                          |
| Calendário budista                                                           | 1605                                                 |
| Calendário chinês                                                            | 3757 – 3758 Início a 24 de janeiro (aproximadamente) |
| Calendário copta                                                             | 777 – 778                                            |
| Calendário etíope                                                            | 1053 – 1054                                          |
| Calendários hindus - Vikram Samvat - Calendário nacional indiano - Cáli Iuga | 1116 – 1117 982 – 983 4161 – 4162                    |
| Calendário Holoceno                                                          | 11061                                                |
| Calendário islâmico                                                          | 453 – 454                                            |
| Calendário judaico                                                           | 4821 – 4822                                          |
| Calendário persa                                                             | 439 – 440                                            |
| Calendário rúnico                                                            | 1311                                                 |
| Calendário solar tailandês                                                   | 1604                                                 |

1061 (MLXI, na numeração romana) foi um ano comum do século XI do Calendário Juliano, da Era de Cristo, e a sua letra dominical foi G (52 semanas), teve início numa segunda-feira e terminou também numa segunda-feira.
No território que viria a ser o reino de Portugal estava em vigor a Era de César que já contava 1099 anos.
| Ano completo                         |
| ------------------------------------ |
| Ano comum com início à segunda-feira |

## Eventos
- 1 de Outubro - É eleito o Papa Alexandre II.

## Mortes
- Reinaldo II, Conde da Borgonha (m. 1097).